# Flyvestation Skrydstrup
Flyvestation Skrydstrup i Sønderjylland blev indviet 1. maj 1953 på den tidligere Skrydstrup flyveplads i Skrydstrup Sogn.

## Historie
Skrydstrup flyveplads blev anlagt af tyskerne i 1943 under navnet Fliegerhorst Hadersleben. Ca. 120 af sognets 180 familier måtte forlade deres ejendomme. Under krigen blev flyvepladsen hovedsageligt benyttet som flyveskole. Tyskerne anlagde også et jernbanespor til flyvepladsen fra Vojens Station.

## Størrelse
Ved anlæggelsen af flyvepladsen blev ca. 2.300 hektar jord eksproprieret. Det store areal skyldes primært start- og landingsbanen, der er 3,5 km lang og 60 meter bred. Ved siden af den ligger en nordlig og en sydlig parallel landingsbane. Skrydstrup er med sine 856 hektar jord dog Flyvevåbnets mindste flyoperative flyvestation.
Flyvestationen er med sine godt 1.000 ansatte en af landsdelens største arbejdspladser. Efter indvielsen voksede folketallet i Skrydstrup Sogn
og nabosognet Vojens hurtigt. De to sognekommuner blev i starten af 1960'erne lagt sammen til Vojens Kommune, der nu er en del af Haderslev Kommune.

## Organisation
Flyvestationen er organisatorisk bygget op omkring et stabselement med 3 forskellige afdelinger: En operationsafdeling, en materielafdeling og en stationsafdeling. Under stabselementet og under kommando af flyvestationens chef, der har grad af oberst, følger seks selvstændige eskadriller og en bygningsafdeling. Ved forhøjet beredskab kommer yderligere eskadriller til.
Operationsafdelingen har, som navnet antyder, med det flyoperative at gøre. Det vil sige alt lige fra vejrtjenesten og flyvekontrollen til den egentlige planlægning af den beordrede flyvning. Den indbefatter bl.a. de to F-16 eskadriller 727 Fighter Squadron og 730 Fighter Squadron.
Materielafdelingen tæller langt de fleste ansatte på flyvestationen. Afdelingen gennemfører alle reparationer og vedligeholdelsesarbejder på F-16, hvilket er et særdeles omfattende arbejde. F-16 består af højteknologiske komponenter, som af hensyn til flyvesikkerheden skal behandles meget varsomt. Materielafdelingen har også ansvaret for reparation og vedligeholdelse af alt andet materiel såsom køretøjer, radar og kommunikationsmidler.
Flyvestationen indgår i det såkaldte SAR-beredskab (Search And Rescue) og har for nylig fået helt nye helikoptere til at varetage en del land/søredningsaktioner. SAR arbejder tæt sammen med Søværnets Operative Kommando (SOK).
Stationsafdelingen er alt det andet, der skal til for at få en arbejdsplads med 1000 mennesker til at fungere: Personelforvaltning, regnskabsstyring, budgetstyring, cafeteria og en lang række andre støttefunktioner. Sidste skud på stammen er en miljøsektion, der har til opgave at indføre miljøledelse på flyvestationen.

## Flyvevåbnets 60 års jubilæum
Flyvevåbnet blev oprettet i 1950. For at fejre 60-årsdagen, afholdtes der et stort luftshow søndag den 6. juni 2010 på Flyvestation Skrydstrup.
Der kom omkring 150.000 besøgende, hvilket skabte trafikkaos i området.

## Andre aktiviteter
I 1965 blev flyvestationen åbnet for civil trafik. Den civile Vojens Lufthavn deler baner og andre faciliteter med flyvestationen, men har egen terminal i den nordøstlige ende af området. Lufthavnen har haft ruteflyvning, men grundlaget for den bortfaldt da Storebæltsforbindelsen blev indviet. Nu er der kun flyvning med taxi- og privatfly samt helikoptere.
Flyvestation Skrydstrup Svæveflyveklub har til huse på flyvestationen.